# Smalnålskinn
Smalnålskinn (Tubulicrinis angustus) är en svampart som först beskrevs av D.P. Rogers & Weresub, och fick sitt nu gällande namn av Donk 1956. Smalnålskinn ingår i släktet stiftskinn och familjen Tubulicrinaceae.  Arten är reproducerande i Sverige. Inga underarter finns listade i Catalogue of Life.